# 鄭俊
鄭俊（韓語：정준，1979年3月6日—），韓國男演員。

## 演出作品

### 電視劇
- 1991年：MBC《垂頭喪氣的人》
- 2000年：SBS《爆米花》飾演 尹昌洙
- 2001年：MBC《美味關係》飾演 金孝東
- 2004年：KBS《致父親母親》飾演 李邢彪
- 2005年：KBS《奇男怪女》飾演 張啟雄
- 2008年：OCN《不要追究過去》飾演 張俊碩
- 2009年：MBC《一枝梅歸來》
- 2010年：SBS《Coffee House》
- 2011年：SBS《城市獵人》飾演 金尚國
- 2011年：SBS《千日的约定》飾演 車東哲
- 2012年：TV朝鮮《爸爸對不起》飾演 東秀
- 2012年：SBS《美味人生》飾演 閔泰恆
- 2012年：JTBC《無子無懮》飾演 安大基
- 2014年：SBS《奔跑吧薔薇》飾演 姜敏徹

### 電影
- 1997年：《K.K.Family List》
- 1997年：《Change》
- 1999年：《北京飯店》
- 1999年：《Attack The Gas Station》
- 2000年：《災情告急》
- 2000年：《Just Do It》
- 2000年：《凶咒》
- 2002年：《Birth Of The Man》
- 2003年：《TUBE》（客串）
- 2006年：《藍天》
- 2013年：《黑色福音》
- 2016年：《黑色福音2》

## 綜藝節目
- 2013年：SBS《叢林的法則》第三季－喜馬拉雅篇

## 外部連結
- EPG 